# سبارو
سبارو (بالإنجليزية: Sbarro) هي سلسلة مطاعم بيتزا متخصصة في البيتزا بطريقة نيويورك وغيرها من مأكولات المطبخ الأمريكي الإيطالي.
عام 2011، احتلت الشركة المرتبة 15 في مجال المبيعات الخارجية في قائمة الشركات الأمريكية التي تقدم الخدمات السريعة وذلك حسب مجلة مطاعم الخدمات السريعة عام 2008، صنفت مجلة رائد الأعمال شركة سبارو في المرتبة الأولى في مطاعم الخدمات السريعة من فئة المطبخ الإيطالي، حيث حازت على هذا اللقب عدّة مرات على مدار السنوات. لم تكن كل التقارير إيجابية، حيث انتقدت جودة الأطعمة المقدمة حيث كان هذا العامل الرئيسي الذي أدى إلى حالتي إفلاس
لسبارو أكثر من 800 موقع في 33 دولة تتواجد غالباً في مراكز التسوق والمطارات والاستراحات والجامعات. كما توجد مطاعم لسبارو في البنتاغون والقواعد البحرية الأمريكية والكازينوهات

## التاريخ
تأسس أول مطاعم سبارو في عام 1956 في مدينة بروكلين في نيويورك على يد زوجين مهاجرين من مدينة نابولي الإيطالية إلى الولايات المتحدة الأمريكية هما جينارو وكارميلا سبارو، وكان متخصصًا في بيع الأطعمة الإيطالية، وأدى نجاح مطعم سبارو الأول إلى افتتاح المزيد من المطاعم في انحاء مدينة نيويورك. ثم بدأت مطاعم سبارو تحتل مواقعها في مراكز التسوق الكبرى في عام 1970 حين افتتحت فرعًا لها داخل مركز كينجز بلازا للتسوق في بروكلين، وقد كان فرعها في مركز التجارة العالمي أحد أكثر المطاعم ازدحامًا قبل تدميره خلال هجمات الحادي عشر من سبتمبر عام 2001.
استحوذت شركة ميد أوشن بارتنرز في بدايات عام 2007 على شركة سبارو، أوشكت الشركة بعد ذلك على الإفلاس مرتين كان أولها في 4 إبريل 2011 حين تقدمت للحكومة الأمريكية بطلب للحماية من الإفلاس تنازلت بموجبه عن بعض حصص الشركة للدائنين، وأعيدت هيكلة الشركة وتسبب ذلك في إغلاق 25 من فروعها. ونفذت الشركة خلالها خطة للخروج من الإفلاس تضمنت العديد من التجديدات في وصفات البيتزا وعروض الطعام، وإعادة تسمية العلامة التجارية. وكانت المرة الثانية في مارس 2014 وتخطت حينها الإفلاس بناءًا على خطة إعادة هيكلة نتج عنها إغلاق مائة واثنين وثمانين من مطاعمها، كما نقلت الشركة مقرها الرئيسي من نيويورك إلى مدينة كولومبوس بولاية أوهايو الأمريكية.

## الشعار

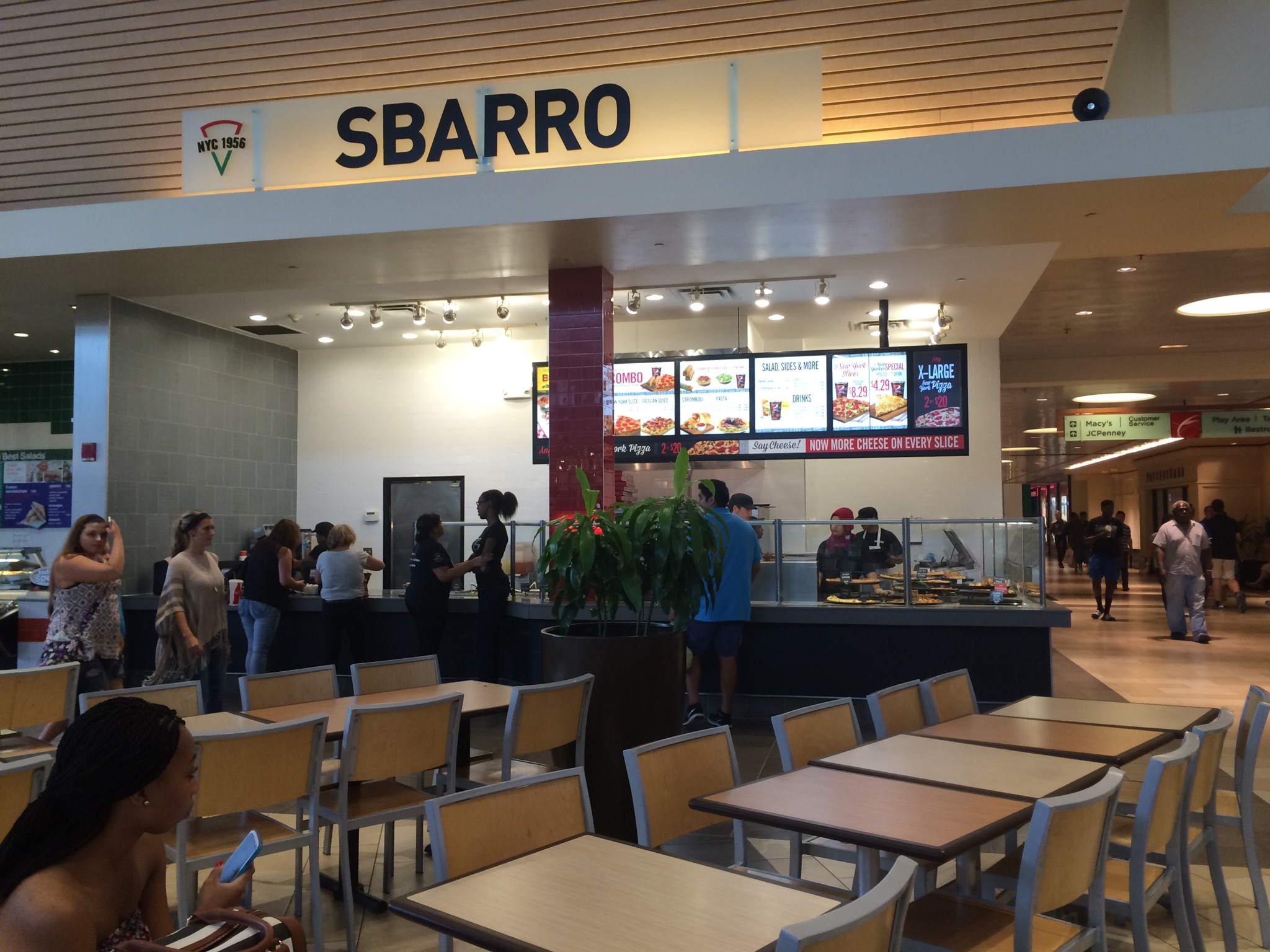
مطعم سبارو بشعاره الجديد في ولاية ديلاوير الأمريكية

كان شعار سلسلة مطاعم سبارو القديم يحتوي على تصميم شبيه بالعلم الإيطالي، قبل أن يتم تغييره في يناير 2015 ليصبح عبارة عن إطار خارجي لمثلث بيتزا باللونين الأحمر والأخضر يحتوي بداخله على اسم السلسلة كتب فوقه تاريخ التأسيس وحروف تشير إلى موقع مطعم سبارو الأول في بروكلين بنيويورك.

## الفروع والمواقع
كان هناك 318 مطعمًا لسباروا في الولايات المتحدة الأمريكية في عام 2016، منها 187 مطعمًا مملوكًا للشركة، و131 مطعمًا يستخدم علامتها التجارية بموجب شراء الامتياز التجاري. اتجهت شركة سبارو إلى منح مزيد من الامتيازات التجارية خارج الولايات المتحدة ضمن خطة لتوسعة نشاطها اعتزمت خلالها منح 50 متياز تجاري إضافي في أنحاء العالم خلال عامين. افتتحت سبارو أول مطعم لها في الهند في مدينة مومباي بولاية ماهاراشترا في 15 مارس 2012.

## التقييم
صنفت مجلة بيتزا توداي في عام 2011 سلسلة سبارو كخامس أكبر سلسلة مطاعم بيتزا في الولايات المتحدة الأمريكية.
حققت سبارو أعلى مبيعاتٍ لها في عام 2004 بلغت حوالي 465 مليون دولارًا امريكيًا من خلال 762 مطعم لها لتحتل المركز الرابع والثلاين ضمن قائمة المطاعم ال50 الأكثر ربحًا التي تصدرها مجلة مطاعم الخدمة السريعة سنويًا، إلا أن المبيعات تراجعت في العام التالي لتحتل المركز التاسع والثلاثين في القائمة قبل أن تخرج منها تمامًا في السنوات اللاحقة.

## وصلات خارجية
- الموقع الرسمي